# Saint-Sébastien (Isère)
Saint-Sébastien korábbi község (település) Franciaországban, Isère megyében. 2017. január 1-jén Cordéac községgel egyesült és Châtel-en-Trièves új község része lett.
Lakosainak száma 253 fő (2018. január 1.). Saint-Sébastien Cordéac, Mens, Saint-Jean-d’Hérans, Saint-Pierre-de-Méaroz és La Salle-en-Beaumont községekkel határos.

## Népesség
A település népessége az elmúlt években az alábbi módon változott:
| Lakosok száma | 261  | 259  | 464  | 258  | 253  |
|               | 2013 | 2015 | 2016 | 2017 | 2018 |